# Sidi Makhlouf
Sidi Makhlouf (àrab: سيدي مخلوف, Sīdī Maẖlūf) és una vila de Tunísia a la governació de Médenine, situada uns 14 km al nord de Médenine. Construïda en un oasi, es troba al centre de la governació i limita a l'est amb la vila de Bou Grara, al costat de l'antiga Gightis; al nord amb Jorf i Marsa El Jorf; a l'oest amb Anchoun, al costat del lloc de Gourine; i al sud amb la vila de Koutine i la delegació de Médenine Nord. La ciutat té uns mil habitants i és capçalera d'una delegació de 26.740 habitants (2004).

## Administració
És el centre de la delegació o mutamadiyya homònima, amb codi geogràfic 52 59 (ISO 3166-2:TN-12), dividida en onze sectors o imades:
- Sidi Makhlouf (52 59 51)
- El Grine (52 59 52)
- El Maghzaouia (52 59 53)
- El Jourf (52 59 54)
- Bedoui (52 59 55)
- Amra (52 59 56)
- Er Ragouba Est (52 59 57)
- Er Ragouba Ouest (52 59 58)
- El Ghabai (52 59 59)
- El Gosba (52 59 60)
- Darjaoua (52 59 61)

Al mateix temps, des de l'11 de setembre de 2015 forma una municipalitat o baladiyya (codi geogràfic 52 18), constituïda pel decret governamental núm. 2015-1273.